# Requiem (альбом Korn)
Requiem (с англ. — «Реквием») — четырнадцатый студийный альбом американской ню-метал группы Korn, выход которого состоялся 4 февраля 2022 года на лейбле Loma Vista Recordings. Альбом был написан во время пандемии COVID-19, и группа записывала альбом аналоговым способом, на плёнку.

## Предыстория и продвижение альбома
Первый намёк на выпуск четырнадцатого студийного альбома возник из давно удалённого интервью с Kerrang!, в котором говорилось, что к апрелю 2021 года альбом был полностью написан. Пандемия COVID-19 смягчила жёсткие временные ограничения, которые обычно накладывались на создание студийных альбомов, поэтому у группы было достаточно времени для аранжировки альбома.
До начала ноября от группы не поступало практически никакой новой информации об альбоме, после чего появилось несколько загадочных намёков на выпуск нового материала, первый из которых включал несколько рекламных щитов с логотипом группы, наложенным на фон, состоящий из серых помех. В правом нижнем углу этих рекламных щитов был QR-код, который привел к Instagram-фильтру с 3D-моделью, на которой можно увидеть человеческую руку, крепко сжимающую голову младенца сверху. Крупный план этого объекта используется для обложки альбома.
11 ноября 2021 года загадочные тизеры в конечном итоге завершились выпуском первого сингла с альбома «Start the Healing». Наряду с выпуском этого сингла появилось много деталей об альбоме: обложка, на которой видно, что голова ребенка занимает значительное место, трек-лист с девятью треками (наименьшее количество в студийной дискографии группы) и сообщение, что «Start the Healing» будет третьим треком, а предполагаемая дата выпуска альбома — 4 февраля 2022 года. Альбом был доступен для предварительного заказа в тот же день в нескольких форматах, в частности, в виде серебристой виниловой пластинки, выпущенной ограниченным тиражом в 1000 копий.
Второй сингл «Forgotten», был выпущен 13 января. Третий сингл «Lost in the Grandeur» был выпущен 2 февраля.

## Список композиций
| №                   | Название                   | Длительность |
| ------------------- | -------------------------- | ------------ |
| 1.                  | «Forgotten»                | 3:17         |
| 2.                  | «Let The Dark Do The Rest» | 3:39         |
| 3.                  | «Start The Healing»        | 3:28         |
| 4.                  | «Lost In The Grandeur»     | 3:50         |
| 5.                  | «Disconnect»               | 3:26         |
| 6.                  | «Hopeless And Beaten»      | 3:59         |
| 7.                  | «Penance To Sorrow»        | 3:20         |
| 8.                  | «My Confession»            | 3:34         |
| 9.                  | «Worst Is On Its Way»      | 4:03         |
| Общая длительность: | Общая длительность:        | 32:36        |

| №                   | Название            | Длительность |
| ------------------- | ------------------- | ------------ |
| 10.                 | «I Can't Feel»      | 3:52         |
| Общая длительность: | Общая длительность: | 36:28        |

## Участники записи
- Джонатан Дэвис — вокал
- Брайан «Хэд» Уэлч — гитара
- Джеймс «Манки» Шаффер — гитара
- Реджинальд «Филди» Арвизу — бас-гитара
- Рэй Лузье — ударные

## Чарты
| Чарт (2022)                                   | Пиковая позиция |
| --------------------------------------------- | --------------- |
| Австралия (ARIA)                              | 1               |
| Австрия (Ö3 Austria)                          | 4               |
| Бельгия/Фландрия (Ultratop)                   | 17              |
| Бельгия/Валлония (Ultratop)                   | 5               |
| Канада (Canadian Albums Chart)                | 27              |
| Чехия (ČNS IFPI)                              | 79              |
| Нидерланды (Album Top 100)                    | 35              |
| Финляндия (Suomen virallinen lista)           | 6               |
| Франция (SNEP)                                | 26              |
| Германия (Offizielle Top 100)                 | 2               |
| Венгрия (MAHASZ)                              | 14              |
| Italian Albums (FIMI)                         | 47              |
| Япония (Oricon)                               | 50              |
| Польша (ZPAV)                                 | 5               |
| Португалия (AFP)                              | 11              |
| Шотландия (Scottish Albums Chart)             | 5               |
| Испания (PROMUSICAE)                          | 51              |
| Швейцария (Schweizer Hitparade)               | 3               |
| Великобритания (UK Albums Chart)              | 8               |
| Великобритания (UK Rock & Metal Albums Chart) | 1               |
| США (Billboard 200)                           | 14              |
| США (Billboard Independent Albums)            | 3               |
| США (Billboard Top Hard Rock Albums)          | 1               |
| США (Billboard Top Rock Albums)               | 2               |